# Beata Maria Addolorata a piazza Buenos Aires
Beata Maria Addolorata a piazza Buenos Aires je kardinálský titulární kostel a národní chrám Argentiny ustanovený dne 7. července 1967 papežem Pavlem VI. Tento kostel se nachází na Viale Regina Margherita. Prvním titulárním kardinálem se stal Nicolás Fasolino arcibiskup Santa Fe. Je zasvěcen Panně Marii Bolestné a otevřen byl roku 1930.

## Titulární kardinálové
| Jméno                     | Funkce                                 | Od           | Do          |
| ------------------------- | -------------------------------------- | ------------ | ----------- |
| Nicolás Fasolino          | Arcibiskup Santa Fe. (Argentina)       | 29. 6. 1967  | 13. 8. 1969 |
| Raúl Francisco Primatesta | Arcibiskup Córdoba (Argentina)         | 5. 3. 1973   | 1. 5. 2006  |
| Estanislao Karlic         | Emeritní arcibiskup Parany (Argentina) | 24. 11. 2007 | současnost  |